# Park nad Opływem Motławy
Park nad Opływem Motławy – poforteczny park miejski w Gdańsku, wzdłuż dawnej fosy w postaci Opływu Motławy.

## Położenie
Park położony jest wzdłuż Opływu Motławy. Ciągnie się od ul. Okopowej do ul. Elbląskiej, wzdłuż zachowanych fortyfikacji bastionowych. Powierzchnia parku to 41,98 ha. Park położony jest na granicy czterech dzielnic Gdańska, które przebiegają po Opływie Motławy – Śródmieścia (od północy), Orunia-Św. Wojciech-Lipce i Olszynka (od południa) oraz Rudniki (od wschodu).

## Przyroda
Na terenie parku rosną klony, jesiony, kasztanowce. Bastiony porośnięte są głogiem, posadzonym tutaj celowo w formie żywopłotów obronnych przez Niemców. Na obszarze parku stwierdzono występowanie chronionych grzybieni północnych oraz grążela żółtego. Bytują tutaj różne gatunki ptaków, na przykład perkoz, brzegówka, kokoszka wodna, łabędzie nieme, a także świstuny i bernikla kanadyjska.

## Zabytki w parku
W parku znajduje się ciąg fortyfikacji z XVII wieku, który bronił Gdańska od południa:
- Bastion św. Gertrudy
- Brama Nizinna
- Brama Kolejowa
- Bastion Żubr
- Śluza Kamienna
- Bastion Wilk
- Bastion Wyskok
- Bastion Miś
- Bastion Królik

## Galeria

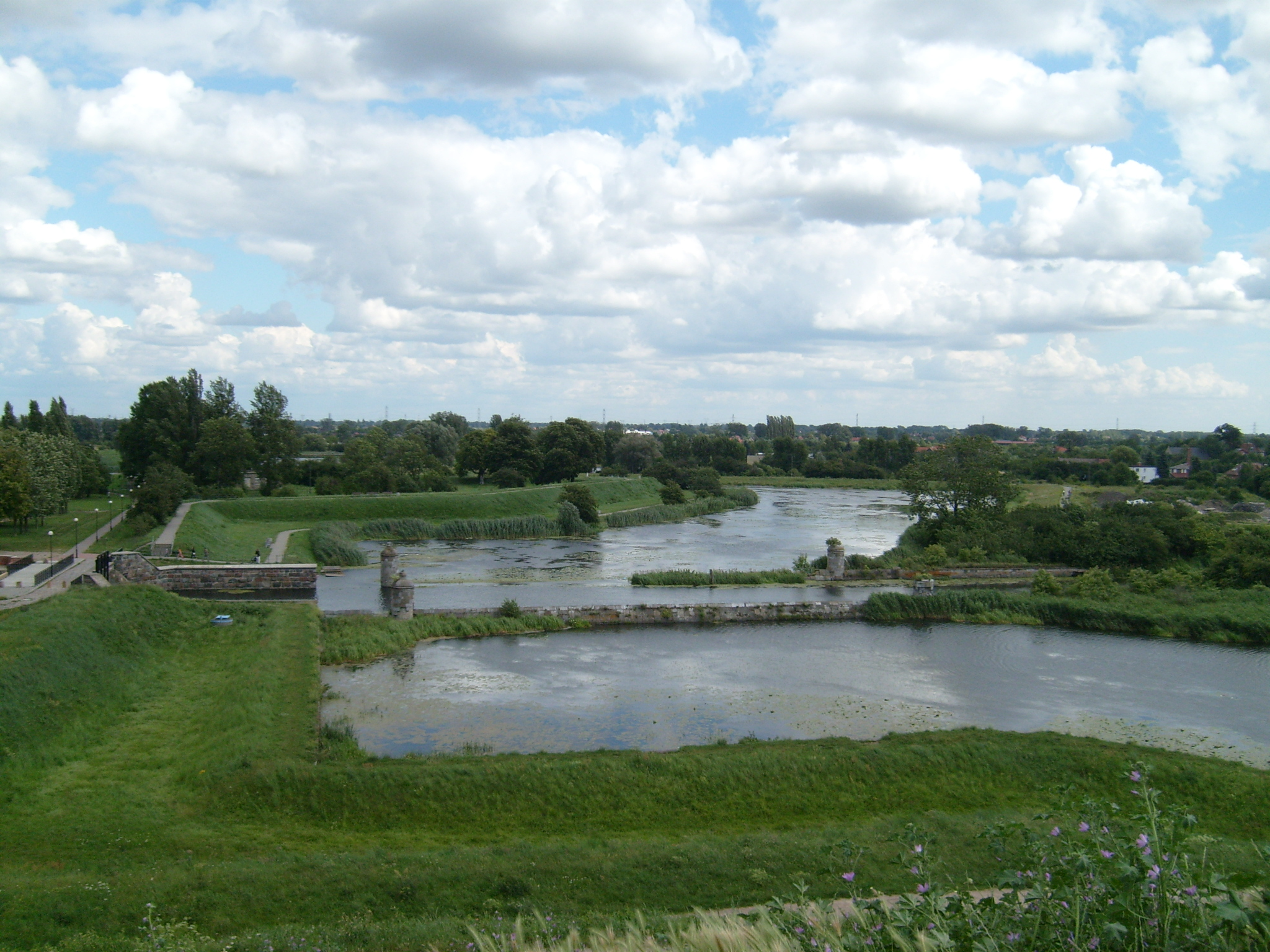
Śluza Kamienna
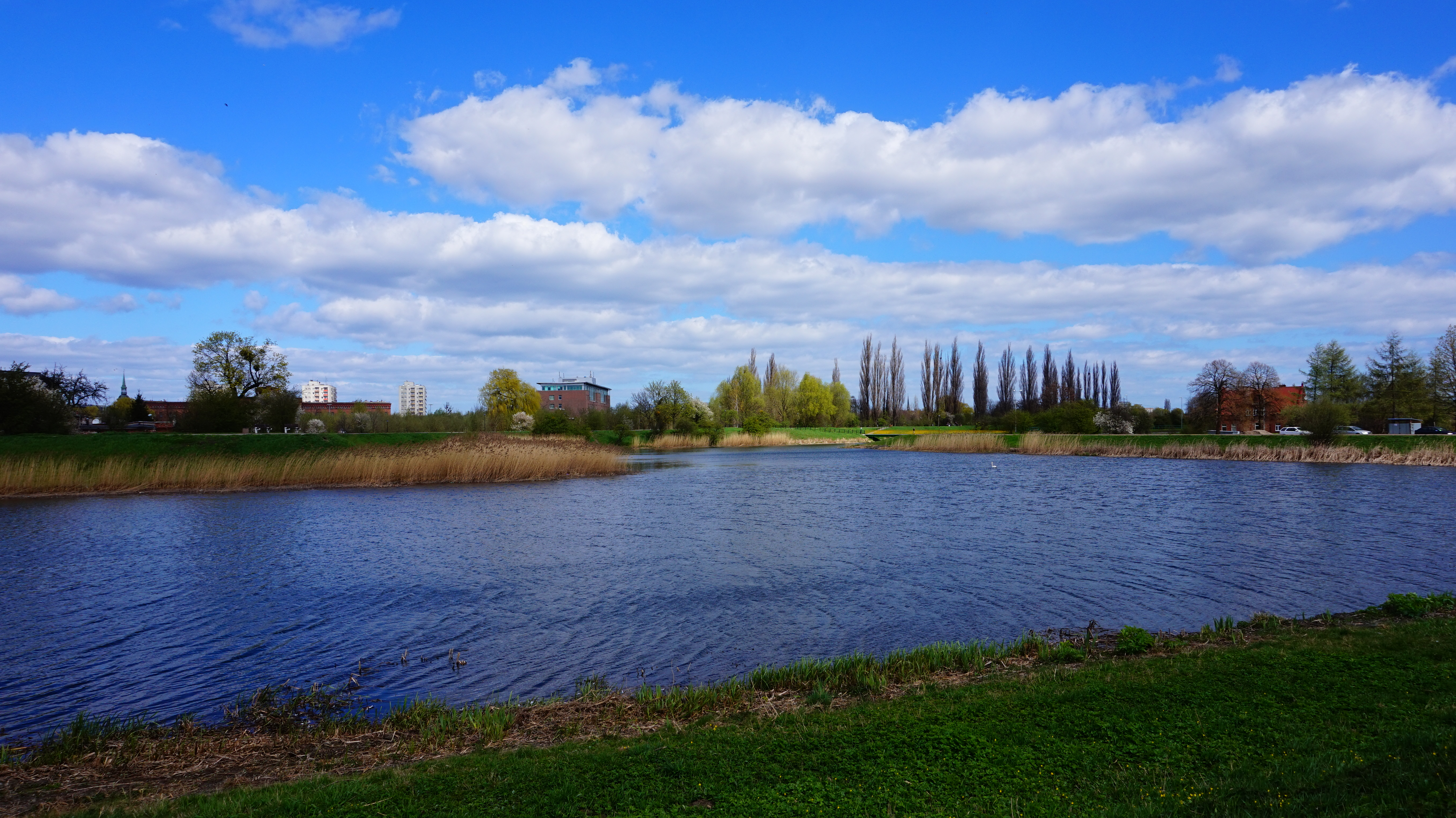
Opływ Motławy